# Église Saint-Pierre d'Auppegard
Pour les articles homonymes, voir Église Saint-Pierre.
L'église Saint-Pierre est une église catholique située à Auppegard, en France.

## Localisation
L'église est située à Auppegard, commune du département français de la Seine-Maritime.

## Historique
L'église est bâtie au XVIe siècle avec des ajouts au siècle suivant.
L'édifice est inscrit au titre des monuments historiques par arrêté du 6 janvier 1926.

## Description
L'édifice est de brique et de grès. 
La charpente est en forme de carène. De nombreux vitraux sont datés des XVIe siècle et XVIIe siècle.
Le porche ouest est daté de 1608.
Un cadran solaire du XVIIe siècle est également présent.
La forme de la flèche du clocher fait entrer l'église dans l'ensemble des rares édifices religieux qui possèdent un clocher tors.